# Фомін Сергій Васильович
Фомін Сергій Васильович (9.12.1917, Москва — 12.8.1975, Владивосток) — радянський математик.
Поступив в МДУ в віці 16 років. Перша наукова робота була з абстрактної алгебри. У віці 19 років С. В. Фомін доказав деякі нові результати в теорії нескінченних абелевих груп, що були видані у його першій статті.
Фомін закінчив МДУ у 1939 році і почав працювати в МДУ під керівництвом А. М. Колмогорова. Фомін знайшов більш простий доказ необхідних і достатніх умов компактності для хаусдорфових просторів, що явилося предметом його другої статті.
Захистив кандидатську дисертацію у Математичному інституті ім. В. А. Стеклова (1942). Після закінчення війни С. В. Фомін повернувся в МДУ, де захистив докторську дисертацію у 1951 році, у 1953 році став професором.
В 1964 році Фомін стає професором кафедри теорії функцій і функціонального аналізу, а в 1966 році починає працювати професором на кафедрі загальних проблем управління мехмату МДУ.
Основні роботи С. В. Фоміна присвячені топології, динамічним системам у функціональних просторах, застосуванню теорії нескінченномірних представлень груп Лі до теорії динамічних систем.
З 1959 року С. В. Фомін починає займатися математичною біологією (в тому числі моделями нейронів, рецепторами зорової системи, питаннями штучного інтелекту й роботами). У 1973 році опублікував у співавторстві з М. Б. Беркінблітом книгу «Математические проблемы в биологии», у якій відображені результати їх роботи у цій області.
Фомін відомий також як талановитий педагог, його сумісна з Колмогоровим книга «Елементи теорії функцій і функціонального аналізу» стала класичною.